# Rząśnik (powiat Wyszkowski)
Rząśnik is een dorp in het Poolse woiwodschap Mazovië, in het district Wyszkowski. De plaats maakt deel uit van de gemeente Rząśnik en telt 1300 inwoners.